# Вязовка (Татышлинский район)
Вязовка (баш. Вязовка) — село в Татышлинском районе Республики Башкортостан Российской Федерации. Входит в состав Кальтяевского сельсовета.

## География

### Географическое положение
Расстояние до:
- районного центра (Верхние Татышлы): 8 км,
- центра сельсовета (Кальтяево): 3 км,
- ближайшей ж/д станции (Куеда): 34 км.

## Население
| 2002 | 2009 | 2010 |
| ---- | ---- | ---- |
| 613  | ↘520 | ↘504 |

Национальный состав
Согласно переписи 2002 года, преобладающая национальность — удмурты (87 %).